# Алкасоваш
Алкасоваш (порт.  Alcáçovas) — фрегезия (район) в муниципалитете Виана-ду-Алентежу округа Эвора в Португалии. Территория — 268,13 км². Население — 2 088 жителей. Плотность населения — 7,8 чел/км².